# Mark Hollis (Musiker)
Mark David Hollis (* 4. Januar 1955 in Tottenham, London; † Februar 2019) war ein britischer Musiker, Komponist, Sänger und Songschreiber. Er wurde vor allem als Mitbegründer und künstlerischer Kopf der Band Talk Talk bekannt. 

## Karriere
Mit seiner ersten Band The Reaction veröffentlichte Hollis im Jahre 1978 die Single I Can’t Resist. Ein weiterer Song der Band, Talk Talk Talk Talk, erschien 1977 auf der Kompilation Streets - Highlights From Independent British Labels.
Mit Hilfe seines älteren Bruders Ed Hollis, der Ende der 1970er Jahre als Texter, Produzent und Manager der Band Eddie And The Hot Rods aktiv war, stellte er 1981 eine neue Band zusammen. Dieser gehörten neben Mark Hollis (Gitarre und Gesang) noch Paul Webb (Bass), Lee Harris (Schlagzeug) und Simon Brenner (Keyboards) an. Die Band nannte sich Talk Talk, anknüpfend an ihren gleichnamigen Song. Dieser wiederum war eine Version des Titels Talk Talk Talk Talk von Hollis vorheriger Band. Talk Talk veröffentlichten bis zu ihrer Auflösung 1991 fünf Studioalben. 
Laut dem Rolling Stone Magazin Deutschland gehörten Songs wie „It’s My Life“, „Such a Shame“ und „Dum Dum Girl“ zu den herausragenden britischen Pop-Hits der mittleren 1980er-Jahre.
1998 veröffentlichte Hollis ein selbstbetiteltes, von Warne Livesey produziertes Soloalbum.
Danach zog Hollis sich weitestgehend aus dem Musikgeschäft und der Öffentlichkeit zurück.
Hollis wirkte nur noch bei einzelnen musikalischen Projekten mit:
- Hollis spielte beim Stück Piano des Albums AV 1 (1998) von Phill Brown und Dave Allinson unter dem Pseudonym John Cope, einem Namen, der zuvor auch schon ein Titel einer Single-B-Seite der Band Talk Talk war, Klavier.[2]
- Hollis spielte ebenfalls im Stück Chaos des Trip-Hop-Albums Psyence Fiction (1998) der Band UNKLE Klavier.[8]
- Weiterhin spielte er verschiedene Instrumente auf dem Album Smiling & Waving (2001) von Anja Garbarek.[8]
- Hollis steuerte 2012 den Titel ARB Section 1 zu dem Soundtrack der US-amerikanischen Fernsehserie Boss bei.[9]

## Privates und Tod
Im Februar 2019 starb er im Alter von 64 Jahren nach einer kurzen Erkrankung.
Hollis war verheiratet und Vater von zwei Söhnen.

## Diskografie

### MitThe Reaction

#### Single
- 1978: I Can't Resist

### MitTalk Talk
→ siehe Talk Talk#Diskografie

### Solo
Album
- 1998: Mark Hollis